# 베이컨적 방법
감각이나 개별자에서 출발하여 지속적으로, 그리고 점진적으로 상승한 다음, 궁극적으로 가장 일반적인 명제에 도달하는 방법이다. 이것이 바로 베이컨의 참된 귀납법이다. 감각이나 개별자에서 출발해서 경험으로부터 꾸준히, 그리고 올바른 순서를 따라 그 본질자연에서 가장 일반적인 원칙에 이르기까지 한걸음씩 꾸준히 올라간다.